# Liebfrauenkirche (Westerburg)

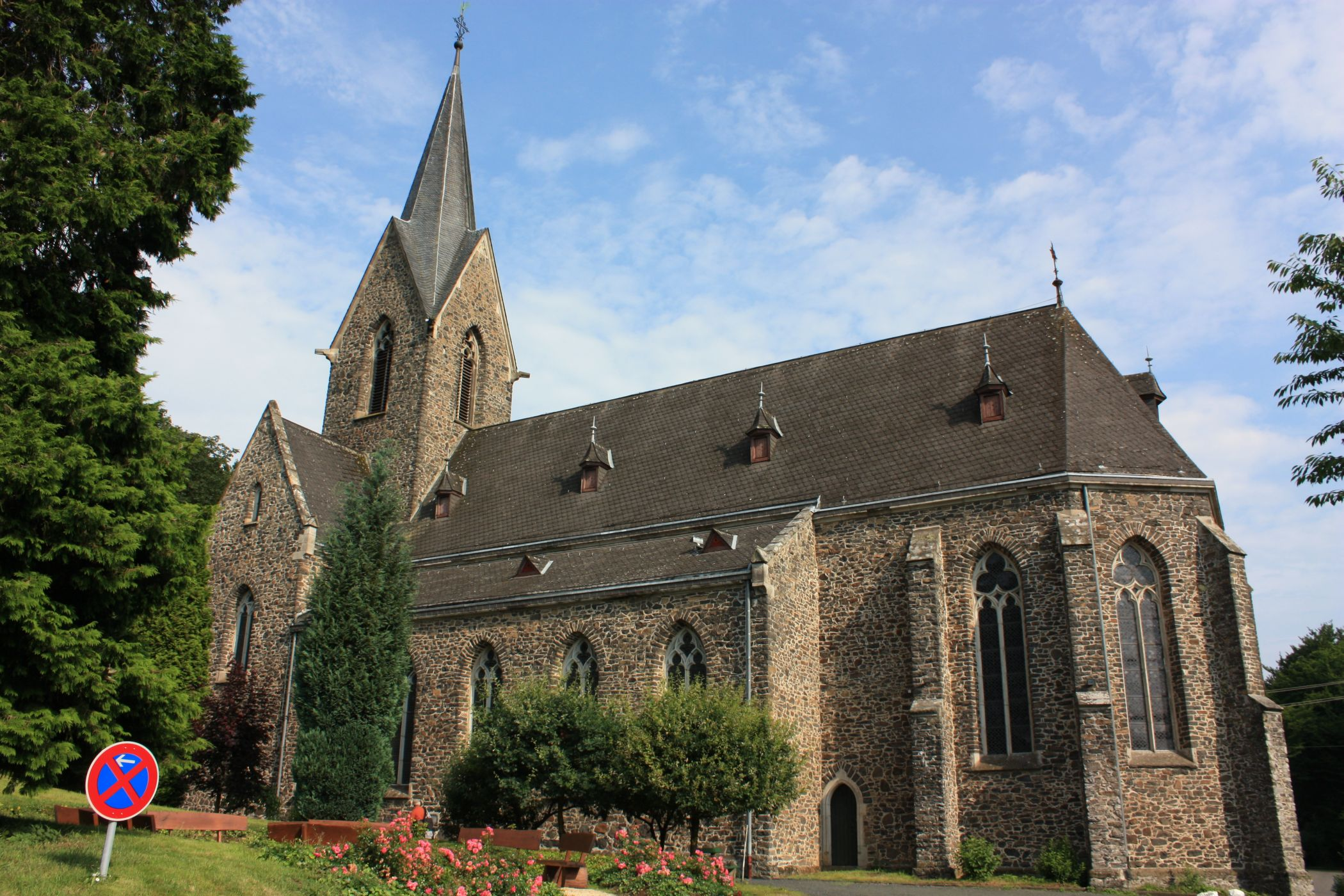
Außenansicht

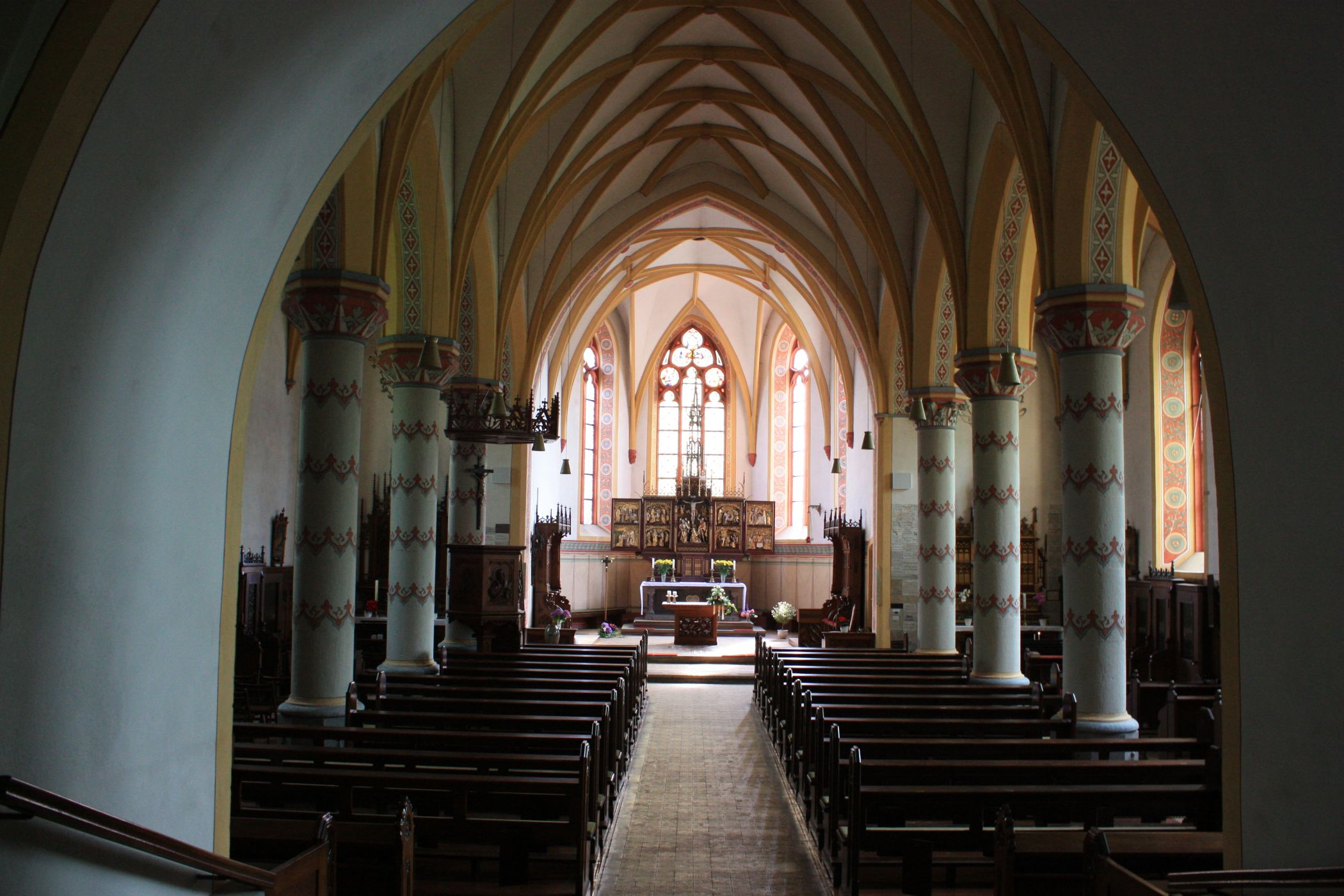
Innenansicht

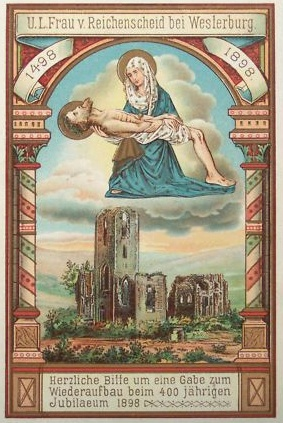
Andachtsbild zum Wiederaufbau 1898

Die Kirche Unserer Lieben Frau vom Reichenstein (Liebfrauenkirche) ist eine katholische Wallfahrtskirche auf dem Berg Reichenstein (auch Reichenscheid) bei Westerburg, Rheinland-Pfalz. Der Ort der Kirche war bereits im Mittelalter das Ziel zahlreicher Wallfahrten. Von 1925 bis 1964 war die Kirche zugleich Pfarrkirche für Westerburg.

## Geschichte
Auf dem Reichenstein wurde erstmals 1310 eine Marienkapelle errichtet. Nach ihrem Bauherrn Reinhard I. von Westerburg wurde sie Reinhardskapelle genannt. 1350 wurde dieser Kapelle eine „Thronende Madonna“ gestiftet. Noch im 14. Jahrhundert entwickelte sich diese Madonna zum Ziel lokaler Wallfahrten. 1430 wurde in der Kapelle das Gnadenbild der Schmerzhaften Mutter (Mater Dolorosa) aufgestellt, das heute wieder in der Kapelle steht. Das Gnadenbild ähnelt dem der Abtei Marienstatt. Die Kapelle wurde im späten 15. Jahrhundert zu einer Kirche in der heutigen Größe erweitert. Am 15. Februar 1498 nahm der Trierer Erzbischof Johann II. von Baden die Konsekrierung vor. Zu diesem Zeitpunkt bestanden an der Liebfrauenkirche die fünf Bruderschaften: Bruderschaft unserer lieben Frau, Priesterbruderschaft, Bruderschaft St Anna, Bruderschaft des heiligen Jakobus, und Bruderschaft St. Sebastian und Maria Magdalena. Die Bruderschaften organisierten Pilgerreisen aus dem gesamten Rheinland nach Westerburg.
Im Zuge der Einführung der Reformation in der Grafschaft Leiningen-Westerburg wurde die Wallfahrtskirche aufgehoben. Die Grafen entfernten das Gnadenbild. Das Kirchengebäude zerfiel zur Ruine. Die Wallfahrten rissen jedoch nicht vollständig ab.
Ab 1860 betrieb die katholische, aus Österreich stammende, Gräfin Seraphine von Leiningen den Bau einer katholischen Kirche bei Westerburg. Das aus der alten Kirche entfernte Gnadenbild wurde wieder zurückgegeben. Die Grundsteinlegung des Neubaus erfolgte 1898 durch den Marienstätter Abt Dominikus Willi, wenige Wochen vor seiner Ernennung zum Bischof des Bistums Limburg. Am 22. September 1899 wurde die heutige Kirche konsekriert. Zwei neue Bruderschaften Vom guten Tod und Vom Allerheiligsten Altarsakrament wurden neu gegründet.
1925 wurde die Liebfrauenkirche durch das Bistum Limburg zur Pfarrkirche erhoben. 1964 wurde die neu erbaute Kirche Christkönig Pfarrkirche für Westerburg, die Liebfrauenkirche ist seitdem nur noch Wallfahrtskirche. Das mittelalterliche Bild der „Thronende Madonna“ aus der ersten Kapelle wurde in der neuen Pfarrkirche aufgestellt. Eine farbige Kopie dieses Gnadenbildes wurde durch den Verein der Freunde und Förderer der Liebfrauenkirche am 12. Mai 2013 im Kapellchen auf dem Reichenstein aufgestellt und die historische Marienquelle wieder von Abt Andreas Range OCist eingeweiht.

## Baubeschreibung
Es handelt sich um eine dreischiffige neugotische Basilika. Die Seitenschiffe sind etwas niedriger als das Mittelschiff. Die Kirche ist von West nach Ost ausgerichtet. Der Chor befindet sich als Verlängerung des Mittelschiffes auf der Ostseite. Das Portal auf der Westseite ist als Querschiff ausgebildet. Über Quer- und Mittelschiff befindet sich der eingezogene Turm wie ein Vierungsturm.
Das Querschiff ist im Inneren als Vorraum gestaltet und befindet sich 5 Stufen über dem Niveau der Langschiffe. Es nimmt außerdem in voller Breite die Empore auf. Im Inneren der Kirche befinden sich etwa 140 Sitzplätze und 4 Beichtstühle.
Der Hochaltar im zentralen Chor ist ein Flügelaltar. Wenn er aufgeklappt ist, zeigt er neun Szenen aus dem Leben Marias. Zugeklappt zeigt er die fünf Gesätze des Schmerzhaften Rosenkranzes. Das Mittelbild mit der Kreuzigungsszene bleibt in beiden Stellungen zu sehen.
Der linke Seitenaltar ist dem heiligen Josef geweiht. Der rechte zeigt das Gnadenbild der Schmerzhaften Mutter. In einer Nische im Querschiff befindet sich eine Statue des heiligen Antonius von Padua.

## Gottesdienste und geistliche Angebote
Die regelmäßigen Gottesdienstangebote sind:
- Sonntag 18 Uhr 30 Heilige Messe, Mittwoch 9 Uhr Heilige Messe, Samstag 8 Uhr Laudes mit anschließender Heiliger Messe.
- Beichtgelegenheit: Sonntag von 18 Uhr bis 18 Uhr 20 und Mittwoch von 8 Uhr 30 bis 8 Uhr 50. Längere Beichtgespräche nach Vereinbarung.
- Stille Anbetung und Eucharistischer Segen: Mittwoch von 18 Uhr bis 18 Uhr 45.
- Rosenkranzgebet vor den Hl. Messen am Sonntag 17 Uhr 45 und Mittwoch 8 Uhr.

Die weiteren Angebote (Kirchenkaffee, Gebetsabende, Vorträge, Konzerte, …) sind im Jahresprogramm (erhältlich über das katholische Pfarramt Christkönig / Westerburg) aufgeführt.
Pilgermessen und Andachten für Wallfahrergruppen sind nach Rücksprache mit dem Pfarrbüro Westerburg gerne mit dem Wallfahrtsdirektor Pfarrer Ralf Hufsky oder einem Mitglied des Pastoralteams möglich.
Reglungen für auswärtige Trauungen sind über das Pfarrbüro erhältlich.

## Sonstiges
Am 27. Oktober 2013 wurde der Gottesdienst im ZDF aus der Liebfrauenkirche gesendet.
Die Kirche liegt an der stillgelegten Westerwaldquerbahn (Herborn - Rennerod - Fehl-Ritzhausen - Westerburg - Wallmerod - Montabaur).